# Інститут геології і геохімії горючих копалин НАН України
Інститут геології і геохімії горючих копалин НАН України — заснований 1951 року у Львові на базі Львівського відділення Інституту геологічних наук АН України; до 1963 р. — Інститут геології корисних копалин.

## Напрями діяльності
Вивчає закономірності утворення й розміщення нафтових і газових родовищ, різних марок вугілля, геологію родовищ горючих сланців і сірки.
Основна наукова спрямованість:
- розробка теоретичних основ нафтогазової геології і геохімії,
- вивчення родовищ нафти і природного газу на прикладі Дніпровсько-Прип'ятської нафтогазоносної провінції, Передкарпатської і Причорноморсько-Кримської нафтогазоносних областей;
- вивчення тектоніки та літології Донецького і Львівсько-Волинського вугільних басейнів, родовищ горючих сланців України,
- геології і геохімії родовищ сірки, Прикарпатського сірконосного басейну.

В складі інституту 10 наукових відділів, 6 лабораторій, геолого-технічне бюро, інформаційно-обчислювальний центр. Є аспірантура, видає міжвідомчий збірник «Геологія і геохімія горючих копалин».

## Історія і досягнення
Інститут геології і геохімії горючих копалин (до 1963 р. — Інститут геології корисних копалин) був заснований на базі організованого у 1945 р. Львівського відділення Інституту геологічних наук АН УРСР. Включав відділи: горючих копалин (керівник доктор геол.—мін. наук В. Б. Порфир'єв); тектоніки і стратиграфії (академік АН УРСР О. С. Вялов); петрографії корисних копалин (доктор геол.-мін. наук В. С. Соболєв); гідрогеології (доктор геол.-мін. наук Л. Г. Ткачук); геофізики (кандидат геол.-мін. наук С. І. Субботін).
Створено лабораторії: осадових порід (доктор геол.-мін. наук Л. Г. Ткачук); горючих копалин (кандидат хімічних наук Й. В. Грінберг); мінеральної хімії (кандидат хімічних наук Г. П. Александрова).
Спочатку діяльність інституту (1951—1963 pp.) була спрямована на вивчення геології і корисних копалин західних областей України. З середини 50-х років в інституті започатковано новий науковий напрямок — геохімічне дослідження мінералоутворювальних флюїдів.
Інтенсивний розвиток в 1960-і роки нафтової геології та гірничо-видобувної промисловості зумовив необхідність реорганізації — у 1963 р. Інститут геології корисних копалин реформується в Інститут геології і геохімії горючих копалин, на який покладаються завдання розробки наукових основ пошуків і розвідки родовищ нафти, газу, озокериту, вугілля, горючих сланців та сірки на всій території України. Розроблялися теоретичні та прикладні питання нафтогазової геології і геохімії — походження нафти і газу, їх міграція, закономірності утворення й розміщення промислових родовищ нафти і газу, механізм утворення солянокупольних структур у нафтогазоносних провінціях, природа і закономірності поширення порід-колекторів нафти і газу, гідрогеологія нафтових і газових родовищ. Проводилося також вивчення геології вугільних родовищ та вуглеутворення, природи та закономірностей поширення газів вугільних шахт, тектоніки вугільних басейнів та її вплив на поширення вугілля різних марок; опрацьовувалися питання комплексного використання карпатських менілітових сланців у народному господарстві; велика увага приділялася вивченню геології та геохімії сірчаних і калійних родовищ.
Чільне місце в науковій проблематиці займали питання вугільної геології. Встановлено закономірності поширення коксівного вугілля вугленосних формацій Донбасу. Зусиллями науковців Інституту складено та опубліковано низку тектонічних та геологічних карт Карпато-Балканської гірської споруди та Українських Карпат (за участю О. С. Вялова, Г. Н. Доленка, В. В. Глушка, С. П Гавури, В. В. Даниша, П. Н. Царненка та ін.). Досліджено геохімічні особливості осадових товщ та магматичних утворень.
На початку 1970-х років розроблені методи всебічного дослідження індивідуальних включень у мінералах галогенних порід (О. Й. Петриченко, В. М. Ковалевич, В. С. Шайдецька та ін.). Обґрунтовано теорію метасоматичного утворення самородної сірки (В. І. Колтун та ін.), вивчено мінералогічні і геохімічні особливості сірчаних руд Придністровського басейну, закономірності поширення їх на території України (Ю. М. Сеньковський, Я. Т. Роскош, Б. І. Сребродольський, Р. П. Паньків та ін.).
У 1980—1990-х роках проведено цілеспрямоване вивчення геологічної будови та геодинаміки розвитку південно-західної окраїни Східноєвропейської платформи і суміжних геоструктур з метою встановлення закономірностей розміщення в регіоні родовищ нафти, газу, вугілля, горючих сланців та інших просторово і генетично пов'язаних з ними корисних копалин як основи комплексного використання покладів та розробки наукових основ геотехнологій освоєння і переробки сировини з урахуванням геотехнологічних проблем та питань охорони навколишнього середовища. Встановлено, що з південно-західним краєм Східноєвропейської платформи генетично пов'язаний Балтійсько-Чорноморський нафтогазоносний пояс, який розвивався в умовах пасивної континентальної окраїни протягом неогену (М. І. Павлюк, Б. П. Різун, Є. І. Чиж та ін.).
Розроблено геодинамічні моделі формування структур, визначено геодинамічні критерії нафтогазоносності та нові напрями пошукових робіт в Азово-Чорноморському регіоні (М. І. Павлюк). Сформульовано геолого-геофізичні передумови побудови нової моделі структури центральної і південно-східної частини Українських Карпат та вперше виявлено розвиток нетрадиційних порід-колекторів на великих глибинах (Ю. М. Сеньковський, С. О. Лизун, В. В. Колодій, Г. Ю. Бойко, М. І. Павлюк та ін.). Розроблено нові моделі розвитку континентальної кори Карпато-Чорноморсько-Кримського регіону, що дозволяє внести зміни у методику пошуків родовищ нафти і газу (О. С. Ступка). Вперше створені петролого-геодинамічні моделі Дніпровсько-Донецької западини та Українських Карпат і з врахуванням ендогенних процесів зроблено науковий прогноз пошуків вуглеводнів у глибинних шарах Землі (3. М. Ляшкевич, А. П. Медведєв, Б. І. Малюк та ін.).
Гідрогеохімічними дослідженнями теоретично і експериментально доведено існування раніше невідомого феномену — підземну дистиляцію і конденсацію вод у вуглеводневих покладах. Встановлено геотермобаричні критерії розміщення покладів нафти і газу по площі та у вертикальному розрізі зон нафтогазонагромадження та розроблені методики пошуків вуглеводневих скупчень за розподілом геотермічних параметрів в осадовій товщі земної кори (В. В. Колодій, В. Г. Осадчий, О. А. Приходько та ін.). З початку 1980-х років в інституті почали розвиватися нові напрямки геофізичних досліджень осадових товщ нафтогазоносних провінцій.
Вагомим досягненням Інституту є результати теоретичних та експериментальних досліджень у галузі геотехнології горючих копалин. Принципово новий напрямок досліджень в Інституті започаткував академік В. Ю. Забігайло, розвинувши тематику метаноносності вугільних родовищ. Суттєвих успіхів домоглися вчені Інституту в розробці питань тектоніки, стратиграфії, палеогеографії, седиментології, геохімії корисних копалин, споріднених з нафтогазоносними провінціями.
За півстолітню історію колектив Інституту очолювали В. Б. Порфір'єв (1951—1963 рр.), Г. Н. Доленко (1963—1982 рр.), Р. В. Кучер (1982—1986 рр.), В. Ю. Забігайло (1986—1996 рр.), С. О. Лизун (1997—2000 рр.), з 2003 р. директор Інституту — М. І. Павлюк.

## Сучасна діяльність
З 1999 р. інститут проводить дослідження у таких основних наукових напрямах: теорія нафтогазоутворення, вивчення закономірностей формування та розміщення родовищ нафти і газу в земній корі; проблеми формування і розміщення метано-вугільних родовищ; геотехнологічні проблеми вилучення паливно-енергетичної сировини з метано-вугільних родовищ та нафтових покладів; геоекологія та геохімія Карпатського регіону.
З 2000 р. інститут має подвійне підпорядкування — НАН України та НАК «Нафтогаз України». В інституті працює 233 особи, з яких 56 — наукових співробітників, серед них 12 докторів наук та 38 кандидатів.
Сьогодні в інституті 9 наукових відділів:
- геології нафти і газу (керівник — М. І. Павлюк),
- седиментології провінцій горючих копалин (член-кореспондент НАН України Ю. М. Сеньковський),
- нафтогазової гідрогеології, геохімії і охорони гідросфери (В. В. Колодій),
- проблем нафтової геофізики (І. М. Куровець),
- проблем геології Карпат (О. С. Ступка),
- геохімії осадових товщ нафтогазоносних провінцій (О. Й. Петриченко),
- геохімії глибинних флюїдів (І. М. Наумко),
- геології і геохімії твердих горючих копалин (В. І. Узіюк),
- проблем геотехнології горючих копалин (Ю. В. Стефаник).

Інститут видає журнал «Геологія і геохімія горючих копалин». Працює спеціалізована вчена рада з захисту докторських і кандидатських дисертацій за чотирма спеціальностями: «Геохімія», «Геологія твердих горючих копалин», «Геологія нафти і газу», «Літологія». Працівниками інституту захищено 30 докторських і 146 кандидатських дисертацій, опубліковано близько 250 монографій.
Інститут співпрацює з науковими установами геологічного профілю Болгарії, Польщі, Словаччини, Угорщини, а також з провідними вченими Великої Британії, Іспанії, Німеччини, США, Франції, Японії та інших країн світу.